# Liban na Zimowych Igrzyskach Olimpijskich 1984
Liban na Zimowych Igrzyskach Olimpijskich 1984 w Sarajewie reprezentowało czterech zawodników. Wystartowali oni w narciarstwie alpejskim.
Był to dziesiąty start Libanu na zimowych igrzyskach olimpijskich (poprzednie to 1948, 1952, 1956, 1960, 1964, 1968, 1972, 1976, 1980).

## Kadra

### Narciarstwo alpejskie

#### Mężczyźni
| Zawodnik            | Konkurencja | Konkurencja | Konkurencja       | Konkurencja       | Konkurencja   | Konkurencja   | Konkurencja                 | Konkurencja                 | Konkurencja                 | Konkurencja                 |
| Zawodnik            | Zjazd       | Zjazd       | Slalom gigant     | Slalom gigant     | Slalom gigant | Slalom gigant | Slalom specjalny            | Slalom specjalny            | Slalom specjalny            | Slalom specjalny            |
| Zawodnik            | Czas        | Pozycja     | Czas 1. przejazdu | Czas 2. przejazdu | Czas łączny   | Pozycje       | Czas 1. przejazdu           | Czas 2. przejazdu           | Czas łączny                 | Pozycja                     |
| ------------------- | ----------- | ----------- | ----------------- | ----------------- | ------------- | ------------- | --------------------------- | --------------------------- | --------------------------- | --------------------------- |
| Sotirios Axiotiades |             |             | 1:46,67           | 1:53,95           | 3:40,62       | 62.           | 1:15,54                     | Nie ukończył 2-go przejazdu | Nie ukończył 2-go przejazdu | Nie ukończył 2-go przejazdu |
| Nabil Khalil        |             |             | 1:48,38           | 1:59,31           | 3:47,69       | 66.           | 1:14,54                     | 1:13,73                     | 2:28,27                     | 39.                         |
| Edward Samen        |             |             | 1:52,51           | 2:05,34           | 3:57,85       | 72.           | 1:19,93                     | 1:19,16                     | 2:39,09                     | 42.                         |
| Tony Sukkar         |             |             | 1:43,48           | 1:45,55           | 3:29,03       | 58.           | Nie ukończył 1-go przejazdu | Nie ukończył 1-go przejazdu | Nie ukończył 1-go przejazdu | Nie ukończył 1-go przejazdu |